# Saturación (color)
Este artículo trata de una propiedad de los colores como los colores primarios. Para otras acepciones, véase saturación

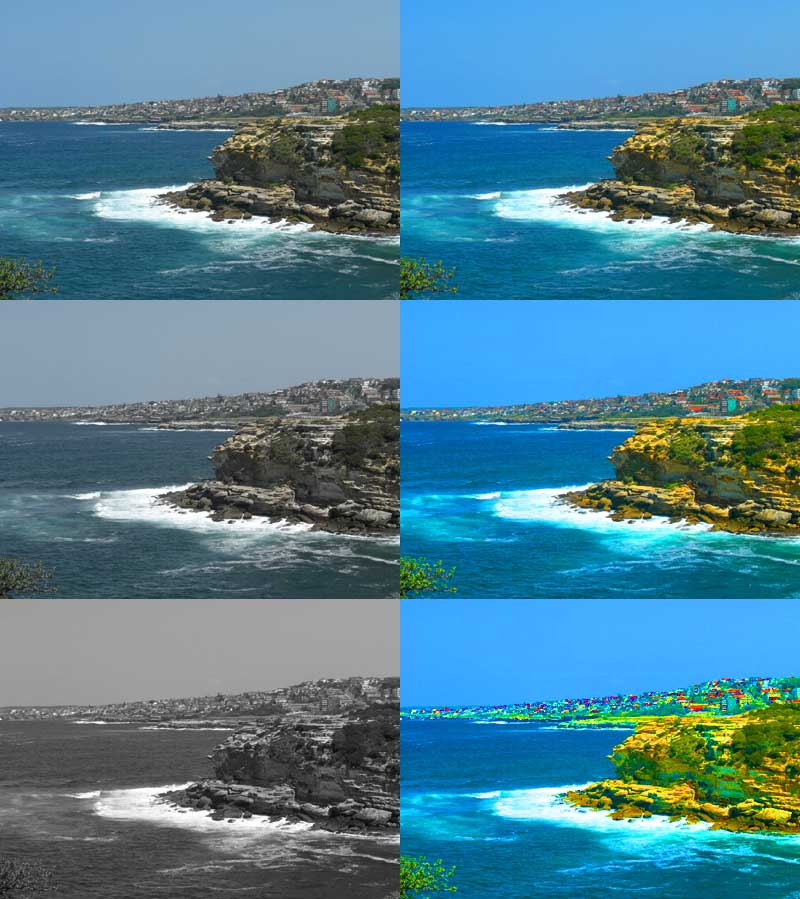
Diferentes niveles de saturación de una misma imagen.

En la teoría del color, el colorido, el croma o la saturación es la intensidad de un matiz específico. Se basa en la pureza del color; un color muy saturado tiene un tono vivo e intenso, mientras que un color poco saturado parece más descolorido y gris. Sin saturación, un color se convierte en un tono de gris o a veces más oscuro.
El colorido es el "atributo de una percepción visual según el cual el color percibido de un área parece ser más o menos cromático". El colorido evocado por un objeto depende no sólo de su reflectancia espectral sino también de la intensidad de la iluminación, y aumenta con esta última a menos que el brillo sea muy alto (efecto Hunt).
El croma es el "colorido de un área juzgado como una proporción del brillo de un área iluminada de forma similar que parece blanca o de alta transmisión". Como resultado, el croma solo depende en su mayor parte de las propiedades espectrales, y como tal se considera que describe el color del objeto. Es lo diferente de un gris de la misma luminosidad que parece ser el color de dicho objeto.

## Aspectos generales
La saturación de un color está determinada por una combinación de su intensidad luminosa y la distribución de sus diferentes longitudes de onda en el espectro de colores. El color más puro se consigue usando una sola longitud de onda a una intensidad muy alta, como con un láser. Si la intensidad luminosa disminuye, la saturación también. Para desaturar un color en un  sistema sustractivo (como en el gouache), puede agregársele blanco, negro, gris, o su  color complementario.
La saturación es una de las coordenadas en los modelos de color  HSL y  HSV. Casi todos los programas computacionales que implementan estos espacios usan una aproximación muy tosca para calcular el valor que ellos llaman saturación, tales como las fórmulas descritas en los artículos respectivos, y este valor tiene poco, o nada que ver, con la descripción que aparece aquí.

## Colorimetría

### Pureza
Observamos que para cualquier luz podemos encontrar una luz monocromática y una luz blanca que al mezclarse forman una luz que no se puede distinguir de la luz original.
- Se dice que sus colores son metaméricos.
- Se considera que la luz monocromática tiene color puro. Los demás son más o menos blancos.
- La longitud de onda de la luz monocromática es la longitud de onda dominante.

La colorimetría se basa en la ley o efecto de Abney, que postula la linealidad de las relaciones entre cantidades físicas y percepciones coloreadas. Como resultado, la mezcla luminosa se puede caracterizar sumando la cantidad utilizada para la medición (cualquiera que sea: luminancia, flujo luminoso, etc.).

#### Pureza colorimétrica
Para una luz determinada, existe una luz metámera compuesta por una luz monocromática de luminancia visual Lλ y una luz blanca de luminancia visual Lb. Llamamos pureza colorimétrica y la anotamos como pc, a la relación:·
{\displaystyle p_{c}={\frac {L_{\lambda }}{L_{\lambda }+L_{b}}}.}

## Codificación de colores por computadora
Los sistemas informáticos de descripción del color, como Tono-Saturación-Luz, describen el color mediante las proporciones de los colores primarios en la pantalla o la impresora. El tono obtenido varía según la técnica de fabricación, que determina la posición de los primarios en el diagrama de cromaticidad y, por tanto, los límites de la gama. La saturación es, en este caso, un valor relativo al máximo que se puede obtener con la gama del sistema. Es igual a 1 cuando uno de los componentes primarios es cero; es igual a cero cuando los tres componentes son iguales, y en general igual al cociente de la diferencia entre el componente más fuerte y el más débil, por el componente más débil. A menudo, codificamos el valor de 0 a 1 como porcentaje o de 0 a 255 (implícito, doscientos cincuenta quintos) para codificación de 8 bits.
Los sistemas de transmisión de vídeo transmiten, en la mayoría de los casos, una señal de luminancia y una señal de crominancia que indica la diferencia entre color y gris. La fase de la señal de crominancia expresa el tono y su amplitud la saturación bruta.
En el caso de la informática, como en el de la señal de vídeo, la pureza colorimétrica del color obtenido no puede determinarse simplemente a partir del valor de saturación. La pureza de salida está entre 0 cuando la saturación es cero, y un valor máximo que varía en función de la longitud de onda, cuando la saturación es del 100%. Entre los dos, los ajustes del contraste de la pantalla, el nivel de negro y la corrección gamma determinan la curva de correspondencia entre la saturación y la pureza colorimétrica.

## Pureza en el sistema colorimétrico CIE 1931
En el sistema colorimétrico CIE 1931, la pureza o saturación es la distancia euclidiana entre la posición del color {\displaystyle (x,y)} y el punto blanco {\displaystyle (x_{I},y_{I})} sobre el plano de proyección xy de la CIE, dividido por la distancia (euclidiana, siempre) de un color puro (monocromático o dicromático sobre la misma línea) del mismo matiz {\displaystyle (x_{P},y_{P})=\rho _{\mathrm {max} }(x-x_{I},y-y_{I})+(x_{I},y_{I})} :
{\displaystyle p={\sqrt {\frac {(x-x_{I})^{2}+(y-y_{I})^{2}}{(x-x_{P})^{2}+(y-y_{P})^{2}}}}}
y {\displaystyle \rho _{\mathrm {max} }} máximo en el diagrama cromático.

## Saturación en el sistema colorimétrico RGB
En un RGB, la saturación puede ser descrita como la desviación estándar σ entre las coordenadas R(roja), G(verde) y B(azul). Si elegimos μ para representar la luminosidad, entonces,
{\displaystyle \sigma ={\sqrt {(R-\mu )^{2}+(G-\mu )^{2}+(B-\mu )^{2} \over 3}}}.
En términos sencillos, se podría decir que un color rojo tiene una saturación máxima si tiene una luminosidad de 100% en el canal rojo y 0% en los otros dos canales verde y azul. Este color no estaría saturado en absoluto si todos los canales fueran iguales. Así, podemos decir que la saturación es la diferencia entre los valores de los canales.
En términos exclusivamente colorimétricos, esta simple definición en el espacio colorimétrico RGB plantea varios problemas. El espacio colorimétrico RGB no es absoluto, el valor de saturación es arbitrario y depende de la elección de los colores primarios y del punto blanco. Por ejemplo, el espacio de color RGB no tiene necesariamente un jacobiano único en  términos colorimétricos.
Ejemplo :
| 100%: | vivo o intenso (saturado) |

| 75%: | fuerte o profundo |

| 50%: | moderado, tierra o agrisado (semisaturado) |

| 25%: | débil o semineutro |

| 0% : | neutro o acromático (no saturado) |

## Cromaticidad en los sistemas colorimétricos CIE 1976 L*a*b* y L*u*v*
La definición ingenua de la saturación no da su función de respuesta. En los sistemas colorimétricos CIE XYZ y RGB, la saturación se define en términos de mezclas de colores aditivos y tiene la propiedad de ser proporcional a cualquier escala centrada en el blanco o en el iluminante punto blanco. Sin embargo, estos dos espacios colorimétricos no son lineales en términos de la diferencia en la percepción psicovisual de los colores. También es posible y a veces preferible definir una cantidad similar a la saturación, que sea lineal en términos de la percepción psicovisual.
En los espacios colorimétricos CIE 1976 L*a*b* y L*u*v*, la   cromaticidad no estándar es la componente radial de la representación en coordenadas cilíndricas CIE L*C*h (luminosidad, croma y matiz por hue en inglés) de los espacios colorimétricos L*a*b* y L*u*v*, también conocido como CIE L*C*h(a*b*), que se puede abreviar CIE L*C*h y CIE L*C*h(u*v*).
La transformación de {\displaystyle (a^{*},b^{*})} en {\displaystyle (C^{*},h)} está dada por 
{\displaystyle C^{*}={\sqrt {a^{*2}+b^{*2}}}}
{\displaystyle h=\arctan {\frac {b^{*}}{a^{*}}}}
y lo mismo para CIE L*C*h(u*v*).
La cromaticidad en las coordenadas de la CIE L*C*h(a*b*) y en la CIE L*C*h(u*v*) tiene la ventaja de ser más lineal psicovisualmente, sin embargo, no son lineales en términos de la mezcla lineal de los componentes de color. Sin embargo, la cromaticidad en los espacios colorimétricos CIE 1976 L*a*b* y L*u*v* es muy diferente del sentido tradicional de la saturación.

## Cromaticidad en los modelos de percepción de los colores
Otro método, psicovisualmente más preciso, más complejo, para obtener y cuantificar la saturación es utilizar un modelo de percepción del color, tal como CIECAM que tiene en cuenta los efectos de la adaptación cromática y las características de la superficie de emisión / reflexión.

## Aplicaciones

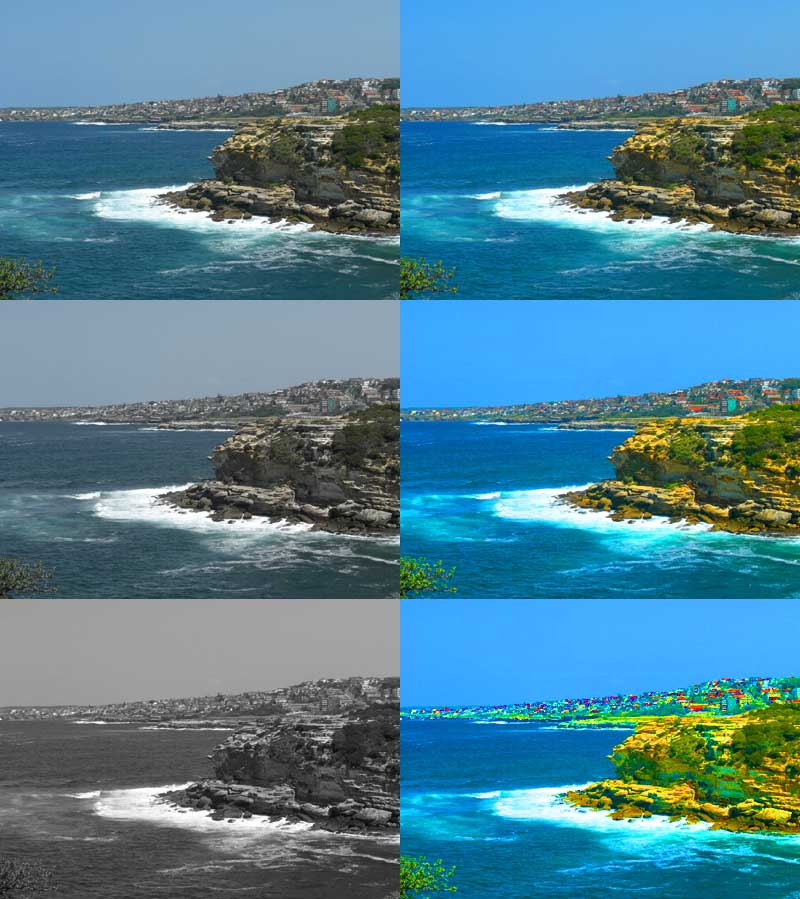
Diferentes niveles de saturación de una misma imagen.

Niveles de saturación, que aumentan de abajo a la izquierda, de arriba abajo a la derecha: abajo a la izquierda una imagen en blanco y negro, a la derecha una imagen exageradamente coloreada

### El colorido en la vida cotidiana
En términos no particularmente precisos, “colorido” – además de “multicolor” – también significa en el uso común “con una gran profundidad de color”. Acromático significa “no colorido” y no se usa en el lenguaje cotidiano. El color gris se denomina imprecisamente “incoloro”, el negro se equipara con “ oscuro ” y se supone que el blanco es el color habitual del fondo (que debe ignorarse).
En el contexto de las restricciones impuestas por el uso de colorantes, los pigmentos de saturación anormalmente alta, como el azul de Prusia y el carmín , se denominan "muy coloridos". Estos colores no se pueden reproducir correctamente ni en forma impresa ni en pantalla .
En el contexto del término "brillo" se entienden superficies saturadas o muy coloridas, colores luminosos de colores intensos , colores de señalización de colores profundos y superficies brillantes con barniz brillante o pigmentos de efecto ( brillo nacarado , metálico ), así como en general iluminados y autoadhesivos . Las superficies luminosas se entienden generalmente como "luminosas", "coloridas", "coloreadas" o "de colores intensos", también " colores neón ". En general, todas estas impresiones de color distinguen el área del entorno y se utilizan en seguridad y publicidad.ventajoso. El desarrollo técnico y las posibilidades resultantes condujeron a algo así como una “inflación del color”, que en consecuencia requirió nuevos colorantes o efectos técnicos.

### Fotografía y cinematografía
En la tecnología de grabación analógica, el fotógrafo sólo puede intervenir de forma limitada en la saturación del color en el momento de la grabación fotográfica. En este caso, son útiles los filtros ópticos, como el filtro de luz ambiente o filtro polarizador. Sin embargo, en la tecnología de grabación digital, la saturación del color se puede variar en el momento de la grabación. Una imagen de color neutro sólo se puede obtener en formato de datos sin procesar, mientras que, por lo demás, la electrónica de la cámara ya realiza el procesamiento de la imagen.

Símbolo de controles para ajustar la saturación de color según IEC 60417.

### Tratamiento de imágenes, autoedición e impresión
Dado que las tres variables tono, saturación y brillo reproducen la visión humana del color mucho mejor que, por ejemplo, el sistema de color RGB o los sistemas de color YUV y el sistema de color CMYK de impresión, que son decisivos en la representación electrónico-óptica, en el tratamiento de imágenes se trabaja exclusivamente con sistemas HSV para el postprocesado de imágenes.
Los espacios de color son estructuras ideales y están limitados por las posibilidades técnicas de representación del color en pantallas y monitores o en impresión. Por lo tanto, en el ámbito de gama alta, es absolutamente necesario tener en cuenta la saturación máxima de color de la representación, gamut matching - pero esto también varía en función del tono de color.
- En general, los tonos de color saturados no se pueden representar ópticamente y los tonos verdes mucho peor que los rojos y azules. El triángulo Wide-Gamut-RGB[nota 4] Es capaz de almacenar una gama más amplia de valores de color que los espacios de color sRGB o Adobe RGB. A modo de comparación, el espacio de color RGB de amplia gama abarca el 77,6 % de los colores visibles especificados por el espacio de color CIELAB, mientras que el espacio de color estándar Adobe RGB cubre solo el 52,1 % y sRGB cubre solo el 35,9 %.</ref> dado en la imagen de entrada, que representa la gama de saturación de un monitor moderno, y sus distancias de color a la línea del borde del diagrama CIE (es decir, los tonos más saturados) representa lo que es técnicamente factible frente a la capacidad del ojo humano.
- Para la representación del color con monitores, existe el problema de que las fuentes de luz verde y roja superan con creces a las azules en efecto de color. En los monitores de tubos de rayos catódicos esto se corregía con una mayor densidad de energía de los rayos catódicos. El desarrollo de pantallas planas (LEDs) no fue posible hasta los años 90 con el desarrollo de LED azules muy brillantes; desde los años 60 ya existían LED rojos y verdes adecuados.